# Bah Balua
Bah Balua is een bestuurslaag in het regentschap Deli Serdang van de provincie Noord-Sumatra, Indonesië. Bah Balua telt 446 inwoners (volkstelling 2010).